# IC 4327
IC 4327 ist eine Balken-Spiralgalaxie vom Hubble-Typ SBc im Sternbild Zentaur südlich des Himmelsäquators. Sie ist schätzungsweise 234 Millionen Lichtjahre von der Milchstraße entfernt.
Das Objekt wurde am 4. Mai 1904 von Royal Harwood Frost entdeckt.